# Raphaëlle Tervel
Raphaëlle Tervel (Besançon, 1979. április 21. –) kétszeres BL-győztes, korábbi francia válogatott kézilabdázó, a 2022/23-as szezonban a magyar élvonalban szereplő Győri Audi ETO KC másodedzője. 2024 nyarától a Brest Bretagne Handball vezetőedzője.
1998-ban szerepelt először a francia válogatottban. Aranyérmet nyert a francia csapattal a 2003-as női kézilabda-világbajnokságon Horvátországban. Szerepelt a 2000-es a 2004-es a 2008-as és a 2012-es olimpián is.
Klubszinten a legnagyobb sikert Magyarországon, a Győri Audi ETO KC csapatában érte el, 2013-ban és 2014-ben tagja volt a bajnokok ligáját nyerő csapatnak.
A 2013-2014-es szezon után befejezte játékos pályafutását. 2014 decemberében csatlakozott az ES Besançon edzői stábjához, amelyben 2015 nyara óta a vezetőedzői pozíciót tölti be.

## Sikerei

### Edzőként
- Magyar bajnok: 2023
- Magyar kupa ezüstérmes: 2023
- Bajnokok Ligája bronzérmes: 2023